# Тимофеев, Виталий Владимирович
Виталий Владимирович Тимофеев (4 июля 1982) — киргизский футболист, атакующий полузащитник. Выступал за сборную Кыргызстана.

## Биография

### Клубная карьера
Начал выступать на взрослом уровне в 1997 году за «Жаштык» (Ош), через год переименованный в «Жаштык-Ак-Алтын» и переехавший в Кара-Суу. В составе этого клуба становился чемпионом Кыргызстана (2003), неоднократным серебряным (2001, 2002) и бронзовым (1999, 2004, 2005, 2006, 2007) призёром чемпионата, а также 7-кратным финалистом Кубка Кыргызстана (2001—2006, 2008).
В 2011—2015 годах выступал за ошский «Алай», становился чемпионом Кыргызстана (2013, 2015), бронзовым призёром (2012), обладателем Кубка страны (2013). Стал автором первого в истории гола «Алая» в Кубке АФК, в марте 2014 года в игре против иорданского «Шабаб Аль-Ордона». В течение нескольких лет был капитаном «Алая».
В конце карьеры провёл сезон в составе аутсайдера высшей лиги «Алдиера».

### Карьера в сборной
В национальной сборной Кыргызстана сыграл единственный матч 20 марта 2003 года против Непала, заменив на 70-й минуте Дмитрия Крохмаля.